# Ronda Interior Norte de Burgos

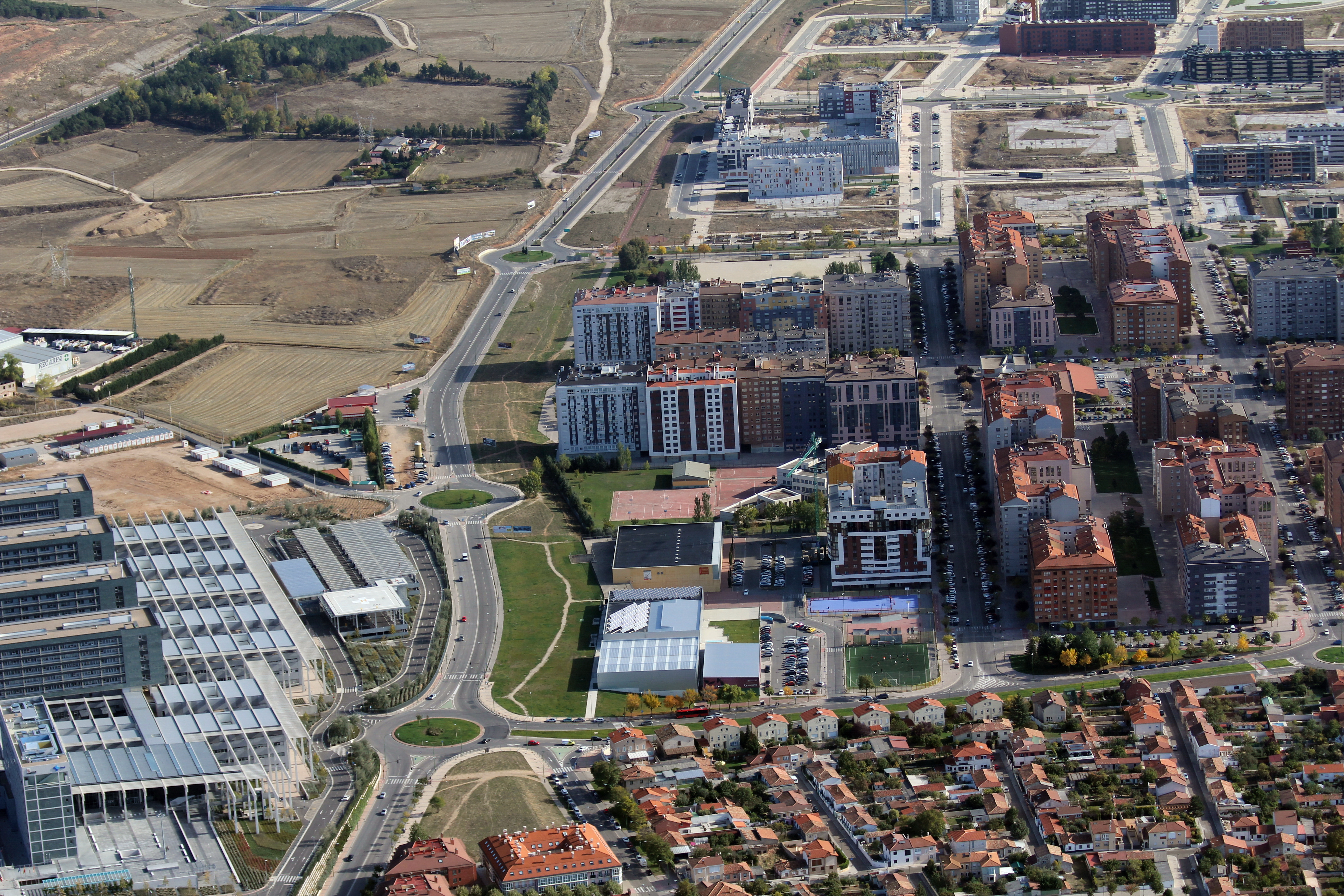
Vista hacia el este de la ciudad de la Ronda Interior Norte. Se observa a la derecha (sur) el barrio de G-3 o Vistalegre, y a la izquierda (norte) el Complejo Asistencial de Burgos conde se aprecia el Hospital Universitario de la capital burgalesa.

Es una de las principales vías de la ciudad de Burgos, discurre desde el noroeste al noreste de la misma siguiendo la morfología lineal de la ciudad y tiene un tráfico diario de aproximadamente 17.000 vehículos sentido Av. de Cantabria y 12.000 sentido Villímar.
A lo largo de sus 10,5 km de longitud recibe otras denominaciones pero siempre bajo el nombre de Ronda Interior Norte, estas son:
Av. Príncipes de Asturias (1,8 km), Av. Islas Baleares (1,7 km), Av. de Caja Círculo (1,7 km), Av. Alcalde Valentín Niño (3 km) y Av. de Villalonquéjar (2,3 km).
Durante el recorrido encontramos 14 rotondas de doble carril que hacen que la circulación sea ágil y fluida en momentos de baja intensidad de tráfico. El punto más concurrido se sitúa entre las rotondas del HUBU y el cementerio siendo en la primera zona mencionada donde se detectan mayores problemas de tráfico en horas puntas.
Solo encontramos semáforos en el entorno del hospital debido al gran número de personas que genera esta infraestructura y que necesitan cruzar esta arteria para acceder (media diaria de 6.500 personas accediendo al recinto).

## Calles adyacentes
| Sur (números pares)                                         | Barrios y Plazas                 | Norte (números impares)                                                  |
| ----------------------------------------------------------- | -------------------------------- | ------------------------------------------------------------------------ |
| Calle Río Viejo                                             | Villímar                         | BU-30 - BU-V-5029                                                        |
| Calle Padre Conde                                           |                                  | Estación de Burgos Rosa Manzano                                          |
|                                                             | Parque Juan Pablo II             |                                                                          |
| Calle Esteban Sáez de Alvarado                              | G-3 o Vista Alegre               |                                                                          |
| Camino Casa de la Vega                                      |                                  | Gasolinera - Punto limpio Norte Burgos - Urgencias y Rehabilitación HUBU |
| Av. Islas Canarias y Complejo Deportivo José Luis Talamillo |                                  | Hospital Universitario de Burgos (HUBU)                                  |
| Calle de la Iglesia                                         |                                  | Hospital Divino Vallés                                                   |
| Av. de Cantabria - N-627                                    | TÚNEL                            | Calle Laredo y centro comercial el Mirador                               |
|                                                             | Cerro del Castillo               | La obispa (Cementerio)                                                   |
| Calle Francisco Salinas                                     | Fuentecillas                     | Av. de la Industria y polígono industrial de Villalonquéjar              |
| Calle la Tuta                                               |                                  |                                                                          |
| Calle Rosa Sensat                                           |                                  |                                                                          |
| Arrabal S-7 Fuentecillas Norte                              |                                  |                                                                          |
| Calle Murcia                                                |                                  |                                                                          |
| Bulevar del Ferrocarril (a futuro)                          |                                  |                                                                          |
| Calle Modesto Ciruelos                                      | Barriada Yagüe                   |                                                                          |
| Calle Marqués de Lorca                                      |                                  |                                                                          |
| Calle Carmelo Bernaola                                      |                                  |                                                                          |
| Calle Alabacastro                                           |                                  |                                                                          |
| Av. Prado de los Toros                                      | Término de Villalbilla de Burgos | Residencia canina Villanueva                                             |
|                                                             | Túnel bajo el ferrocarril        | Calle Montes de Oca                                                      |
| BU-600 - N-120 - BU-30 - A-231                              | Villalonquéjar                   | Calle López Bravo                                                        |

## Lugares de interés
Esta arteria discurre a lo largo de todo el norte de la ciudad por lo que en ella encontramos muchas de las infraestructuras importantes:
- Enlace con  BU-30  pk. 23
- Estación de Burgos Rosa Manzano, al este de la arteria (Villímar).
- Hospital Universitario de Burgos, en la zona central de la vía (barrio del G-3).
- Complejo Deportivo «José Luis Talamillo», en la zona central de la vía (barrio del G-3).
- Hospital Divino Vallés, en la zona central de la vía (Av. de Cantabria).
- Centro comercial "El Mirador", en la zona central de la vía (Av. de Cantabria).
- Central de Policía Local y Bomberos de Burgos.
- Cementerio de Burgos, un poco más al este.
- Centro Penitenciario de Burgos (zona oeste)
- Polígono Industrial de Villalonquéjar.
- Conexión con  BU-30  pk.10